# August Rosterg
August Rosterg (Massen, 20 de febrero de 1870-Estocolmo, 13 de noviembre de 1945) fue un empresario alemán.

## Biografía
Procedía de una familia de mineros de Westfalia. A partir de 1898 trabajó como ingeniero perforador en la Wintershall, empresa en la que fue nombrado director general en 1916. En 1921 pasó a formar parte del consejo de administración del banco Westfalenbank. Después de la Primera Guerra Mundial, Wintershall se consolidó como el principal grupo empresarial de sales potásicas de Alemania gracias a, en gran medida, la labor de Rosterg y de Günther Quandt, el primer marido de Magda Goebbels. En 1926 se hizo cargo de la presidencia de la junta directiva de la empresa y consiguió la mayoría de las acciones, con lo que prácticamente se convirtió en su propietario. En 1944 se fue a Suecia, donde falleció en 1945.

## Implicación con el nacionalsocialismo
Perteneció a un grupo de empresarios que en el año 1931 puso a disposición de Adolf Hitler 25 000 000 de Reichsmarks por si se producía un golpe de Estado de la izquierda. Escribió artículos para el Völkischer Beobachter y desde 1932 fue miembro del Freundeskreis der Wirtschaft.
En noviembre de 1932 firmó junto a otros empresarios el Industrielleneingabe, donde se proponía a Hitler como canciller. Participó junto con otros empresarios en el encuentro secreto del 20 de febrero de 1933, donde se acordó entregar una cantidad de 3 000 000 de Reichsmarks al Partido Nacionalsocialista Obrero Alemán para la campaña electoral. En 1940 fue nombrado miembro del consejo de administración de la empresa Kontinentale Öl.
En Neuhof existe una calle con su nombre y en Heringen la hubo.